# فريدريك سوليفان
فريدريك سوليفان (بالإنجليزية: Frederic Richard Sullivan)‏ هو مخرج وممثل أمريكي، ولد في 18 يوليو 1872 بلندن في المملكة المتحدة، وتوفي في 24 يوليو 1937 بلوس أنجلوس في الولايات المتحدة.

## وصلات خارجية
- فريدريك سوليفان على موقع IMDb (الإنجليزية)
- فريدريك سوليفان على موقع ألو سيني (الفرنسية)
- فريدريك سوليفان على موقع أول موفي (الإنجليزية)
- فريدريك سوليفان على موقع قاعدة بيانات برودواي على الإنترنت (الإنجليزية)
- فريدريك سوليفان على موقع قاعدة بيانات برودواي على الإنترنت (الإنجليزية)
- فريدريك سوليفان على موقع قاعدة بيانات الأفلام السويدية (السويدية)
- فريدريك سوليفان على موقع قاعدة بيانات الفيلم (الإنجليزية)